# Metucheni egyházmegye
A Metucheni egyházmegye (latinul: Dioecesis Metuchenis) egy római katolikus egyházmegye Metuchen közponntal New Jerseyben, a Newarki főegyházmegye szuffragán egyházmegyéje. 1981. november 19-én alapították a Trentoni egyházmegye területéből. Az egyházmegye magában foglalja New Jersey Hunterdon, Middlesex, Somerset és Warren nevű megyéit. A püspök a metucheni Saint Francis of Assisi Cathedralból elnököl.

## Püspökök
1. Theodore McCarrick (1981-1986) Kinevezve Newark érsekévé 1986. május 30-án; áthelyezve Washington érseki székébe 2000. november 21-én; bíborossá kreálva 2001. február 21-én; nyugállományban 2006. május 16-tól.
2. † Edward Thomas Hughes (1986-1997) 1997. július 7-étől nyugállományban; 2012. december 25-én elhunyt.
3. † Vincent DePaul Breen (1997–2002) lemondott 2002-ben; 2003. március 30-án elhunyt.
4. Paul Gregory Bootkoski (2002-2016) 2016. március 8-tól nyugállományban.
5. James Francis Checchio (2016-) Jelenlegi püspök; 2016. március 8-án nevezték meg[1]

† = elhunyt

## Szomszédos egyházmegyék
- Philadelphiai főegyházmegye (délnyugat)
- Allentowni egyházmegye (nyugat)
- Scrantoni egyházmegye (északnyugat)
- Patersoni egyházmegye (észak)
- Newarki római katolikus főegyházmegye (északkelet)
- Trentoni egyházmegye (dél)

## Fordítás
Ez a szócikk részben vagy egészben  a   Roman Catholic Diocese of Metuchen című angol Wikipédia-szócikk fordításán alapul.  Az eredeti cikk szerkesztőit annak laptörténete sorolja fel. Ez a jelzés csupán a megfogalmazás eredetét és a szerzői jogokat jelzi, nem szolgál a cikkben szereplő információk forrásmegjelöléseként.